# Отт-Скоропадська Олена
Олена Скоропадська, у другому шлюбі Отт-Скоропадська (5 липня 1919, Берлін, Німеччина — 4 серпня 2014, Цюрих, Швейцарія) — українська політична діячка. З 1975 р. очільниця Союзу гетьманців-державників (СГД) — політичної монархічної організації, правонаступниці Українського союзу хліборобів-державників. Авторка мемуарів «Остання з роду Скоропадських», яка наразі витримала два видання (Львів, 2004 і 2013).

## Біографія
Народилась у Ваннзее (південно-західному районі Берліна) Німеччина, молодшою донькою останнього гетьмана України Павла Скоропадського. Закінчила початкову й середню школу у Ваннзее та реальну гімназію в Потсдамі, далі влаштувалася на роботу секретаркою в туристичному бюро та співробітницею Інституту хімічних наук Ґмеліна. 
У серпні 1944 року одружилася з Ґердом Гіндером — давнім знайомим родини Скоропадських, громадянином Швейцарії, який служив у німецькій армії. У шлюбі отримала швейцарське громадянство. 10 квітня 1945 року чоловік помер у військовому шпиталі.
У повоєнний час Олена Скоропадська мешкала у Швейцарії. Деякий час працювала секретаркою на фабриці, де виробляли парфуми. Там познайомилася з Людвігом Оттом, з яким одружилася 20 березня 1948 року. Після одруження обоє взяли подвійне прізвище Отт-Скоропадські. Народила доньок-близнючок — Олександру та Ірен, які живуть у Швейцарії неподалік Цюриха.
Померла в Швейцарії у 95-річному віці.

### Діяльність
Брала активну участь у діяльності Гетьманського руху в еміграції, у 1975 році після смерті своєї сестри Єлизавети Скоропадської-Кужим (особистої секретарки батька) Олена Скоропадська перебрала на себе керівництво гетьманським рухом. Співавторка спогадів про останні дні гетьмана Скоропадського «Спомини».

Авторка книги спогадів «Остання з роду Скоропадських», де підкреслювала, що їхня родина належала до тих, «які високо шанували своє історичне коріння і український спосіб життя». Скоропадська зафіксувала побут і діяльність членів сім'ї в еміграції, описала історію найвідоміших представників української та російської аристократії, споріднених з родом Скоропадських. Серед них Кочубеї, Миклашевські, Милорадовичі, Тарновські, Дурново, Олсуф'єви, Білосельські-Білозерські.

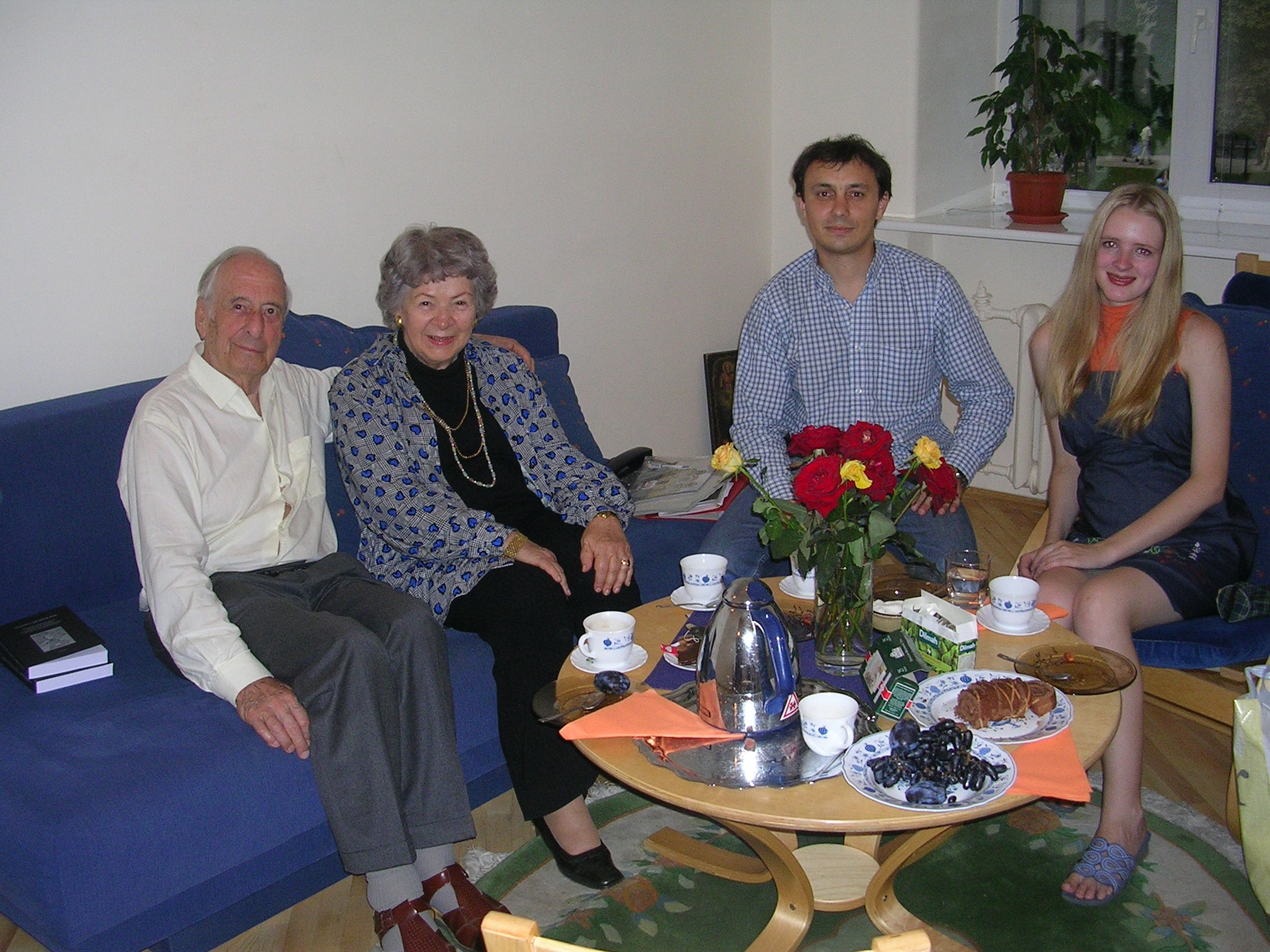
Олена Отт-Скоропадська з чоловіком Людвігом Отт-Скоропадським разом з українським істориком Павлом Гай-Нижником (13.IX.2005)

Вперше відвідала Україну в жовтні 1991 року, після проголошення незалежності, на запрошення Академії наук прибувши з чоловіком у Київ. Після цього регулярно (майже кожні два роки) приїздила в Україну. Часто розповідала про Київ. Зустрічалася з багатьма українськими істориками, політичними діячами, молодими науковцями, громадськими й культурними діячами, всіма, кого цікавили доля гетьмана, звичаї та життя його родини.
Брала участь у наукових конференціях, допомагала експонатами Музеєві гетьманства, куди, зокрема, передала копії портретів українських гетьманів роботи Ольги Мордвинової, виконані на батькове замовлення, що зберігалися в садибі Скоропадських у Ванзее. Передала історичні документи та матеріали з родинної колекції, які стали основою постійної виставки «Павло Скоропадський та Українська Держава 1918 року»
Доклала надзвичайних зусиль, щоб в Україні та Німеччині змогли вийти «Спомини» гетьмана Скоропадського, які вперше в повному обсязі побачили світ у 1995 році, перевидані у 2016, 2017 і 2019 роках. 
Усі ці зусилля були спрямовані на «очищення» постаті творця Української Держави від суб'єктивістських оцінок, котрими її наділили як російські, так і українські супротивники.

## Родове дерево
- Батько — Павло Петрович Скоропадський (1873—1945)
- Мати — Олександра Петрівна Скоропадська (Дурново) (1878—1952)
- Сестра — Марія Павлівна Скоропадська (Монтрезор) (1898–1959)
- Сестра — Єлисавета Павлівна Скоропадська (Кужим) (1899—1975)
- Брат — Петро Павлович Скоропадський (1900—1956)
- Брат — Данило Павлович Скоропадський (1904—1957)
- Брат — Павло Павлович Скоропадський (1915—1918)
- Чоловік — Людвіг Отт-Скоропадський